# Червоний шлях (журнал)
«Червоний шлях» (с укр. — «Красный путь») — общественно-политический и литературно-научный ежемесячник, основанный в 1923 году в Харькове. Выходил до февраля 1936 года.

## История журнала
Концепция журнала была детально продумана высшими партийными кругами, а его выход — заранее запланирован. Первыми редакторами были видные государственные и партийные деятели того времени: Г. Ф. Гринько, которого, в связи с его переходом на работу в Москву, с середины 1923 года сменил А. Я. Шумский, отстранённый с должности редактора в 1926 году одновременно с освобождением от обязанности наркома просвещения УССР за «уклонизм» в национальном вопросе.
С тех пор редакторами журнала были М. Е. Яловой и Микола Хвылевой, также отстранённые за националистические «извращения». В 1927 году редакцию журнала возглавил В. П. Затонский.
В редакции журнала в разное время работали и сотрудничали В. Д. Коряк, И. Ю. Кулик, С. В. Пилипенко, Р. О. Роздольский, Н. А. Скрипник, П. Г. Тычина, А. А. Хвыля, В. А. Юринец, Г. А. Костюк, А. И. Ковинька, Г. М. Коцюба, М. М. Лозинский, Н. М. Могилянский и др.
В течение 1920-х годов в журнале печатались видные представители всех течений и направлений литературы, искусства, публицистики, истории, экономики и др. Среди них Никифор Щербина и Борис Тен.
Журнал знакомил читателя с творчеством представителей организации крестьянских писателей «Плуг», левой литературной группы «Авангард», пролетарских писателей «Гарта», неоклассиков, футуристов и т. д. Журнал был репрезентативным, отражая на своих страницах силу и слабость процессов украинского возрождения того времени.
С августа 1936 года вместо него выходил «Лiтературний журнал» («Литературный журнал»). Ликвидация «Червоного шляха» была одним из последних актов ликвидации плюрализма в области культуры в широком смысле этого слова. Его преемник — «Лiтературний журнал» («Литературный журнал») стал глашатаем единого метода социалистического реализма.